# ジョン・ロックフェラー2世
ジョン・ディヴィソン・ロックフェラー・ジュニア（John Davison Rockefeller, Jr. 1874年1月29日 - 1960年5月11日）は、ロックフェラー家の著名なメンバーであり、アメリカ合衆国の資本家、慈善家。スタンダード・オイル創立者であるジョン・ロックフェラーの5番目の子供であり、一人息子。父親である「シニア」と区別するために一般的には「ジュニア」と呼ばれていた。子息にはニューヨーク州知事、第41代副大統領を務めたネルソン・ロックフェラーや、アーカンソー州知事のウィンスロップ・ロックフェラー、著名な銀行家のデイヴィッド・ロックフェラーなどがいる。

## 略歴
クリーブランド生まれ。ニューヨーク市のブラウニング・スクールに通い、続いてブラウン大学に入学。卒業後は父親の事業を手伝い、また投資家としてもその名を馳せた。世界恐慌の間にロックフェラー・センタービルの建設に資金を提供した。結果としてロックフェラー2世はニューヨークにおける最大の不動産所有者となった。さらにアメリカの銀行であるチェース・ナショナル・バンクが彼の信託投資会社を買収したときその支配的利権を得た。
ロックフェラー2世はその文化事業によって最も記憶される。彼は一族と共にロックフェラー財団とロックフェラー大学を創立した。さらにヴァージニア州のコロニアル・ウィリアムズバーグ再建のための資金を提供し、ニューヨークの国連本部の建設敷地を寄贈した。
ロックフェラー2世は自然環境やその保護に特別の興味を示し、アメリカの国立・国定公園のために広大な土地を購入、寄贈した。その中にはグランド・ティートン、アカディア、グレート・スモーキー、ヨセミテ、シェナンドアが含まれる。
ロックフェラーの会社傘下にあったコロラド燃料製鉄会社でストライキが発生した時、鎮圧部隊が労働者ら30名以上を射殺している。当時の新聞は「虐殺事件」と報じ、社長だったロックフェラー2世を非人道的だと書き立てている。この件でヘレン・ケラーはジョン・ロックフェラーを激しく批難している。ロックフェラー2世はアイビー・リーの助言により記者会見を開き、その後は労働者と話し合うようになった。1943年米国科学アカデミーより公共福祉メダルを受賞。

## 息子・娘
1901年10月9日、ロックフェラー2世はアビー・グリーン・アルドリッチ（ロードアイランド州選出上院議員ネルソン・ウィルマース・アルドリッチの娘）と結婚した。夫妻は5人の息子と一人娘をもうけた。
- アビー・ロックフェラー・モーズ（1903年11月9日 - 1976年5月27日）
- ジョン・ロックフェラー3世（英語版）（1906年3月21日 - 1978年7月10日）
- ネルソン・ロックフェラー（1908年7月8日 - 1979年1月26日）
- ローレンス・スピールマン・ロックフェラー（1910年5月26日 - 2004年7月11日）
- ウィンスロップ・ロックフェラー（1912年5月1日 - 1973年2月22日）
- デイヴィッド・ロックフェラー（1915年6月12日 - 2017年3月20日）

ネルソンおよびウィンスロップはその後州知事に就任した。ネルソンは第41代アメリカ合衆国副大統領に就任した。

## 邦訳著書
- 資本と労働との協調 ジヨン・デイ・ロツクフエラー 協調会訳、1921